# Río Henohaya
El Río Henohaya es un río amazónico internacional, tiene una longitud aproximada de 72.6 kilómetros y es un afluente del río Acre.

## Curso del río
El curso del río nace en el Perú, pasa por debajo de la carretera interoceánica PE-30 y continua su curso en dirección este y luego norte hacia la coordenada 11° 5' 5.64" latitud sur y 69° 29' 9.24" longitud occidental sobre la Frontera entre Perú y Bolivia. En territorio boliviano, el río continua su curso en dirección noreste  pasando al norte de la Comunidad Nohaya, y luego pasando por debajo del camino principal hacia Bolpebra. El río continua discurriendo sus aguas unos 26 kilómetros en dirección este para luego girar en dirección norte hacia el encuentro del Río Acre en la Frontera entre Brasil y Bolivia.

## Longitud del curso
Aproximadamente desde el paso por debajo de la carretera PE-30 en el Perú hasta la desembocadura en el Río Acre en Bolivia se tiene:
- Perú -  Bolivia (21.1 km)
- Bolivia (51.5 km)

## Comunicaciones

### Carretera Interoceánica
El río en territorio peruano pasa por debajo de la carretera interoceánica la cual sirve de conexión vial entre Brasil y el Perú conectando el Océano Atlántico en el extremo brasileño con el Océano Pacífico en el extremo peruano, atravesando el continente sudamericano por su parte central.